# アルマトイ
アルマトイ（カザフ語: Almaty / Алматы, 発音 [ɑlmɑtə] アルマトゥまたはアルマティ、旧称：アルマ・アタ）は、カザフスタン南東部にある都市。
人口は約200万人で同国最大、タシュケントに次ぐ中央アジア2位、独立国家共同体で4番目の規模を擁する。同国における経済・教育・文化の中心地であり、「南の首都」とも呼ばれる中央アジア有数の世界都市である。1997年にアスタナに遷都されるまで同国の首都であった。
キルギス共和国および中国との国境に近く、南に天山山脈を望む風光明媚な街として知られている。2002年まではアルマトイ州の州都であったが、2003年に州都の地位をタルディコルガンに譲り、政令指定地区とされた。カザフ国立大学をはじめ多くの高等教育機関、政府機関などがある。1991年にソビエト連邦を解体し、独立国家共同体を始動したアルマ・アタ宣言が調印された街としても知られている。

## 地名

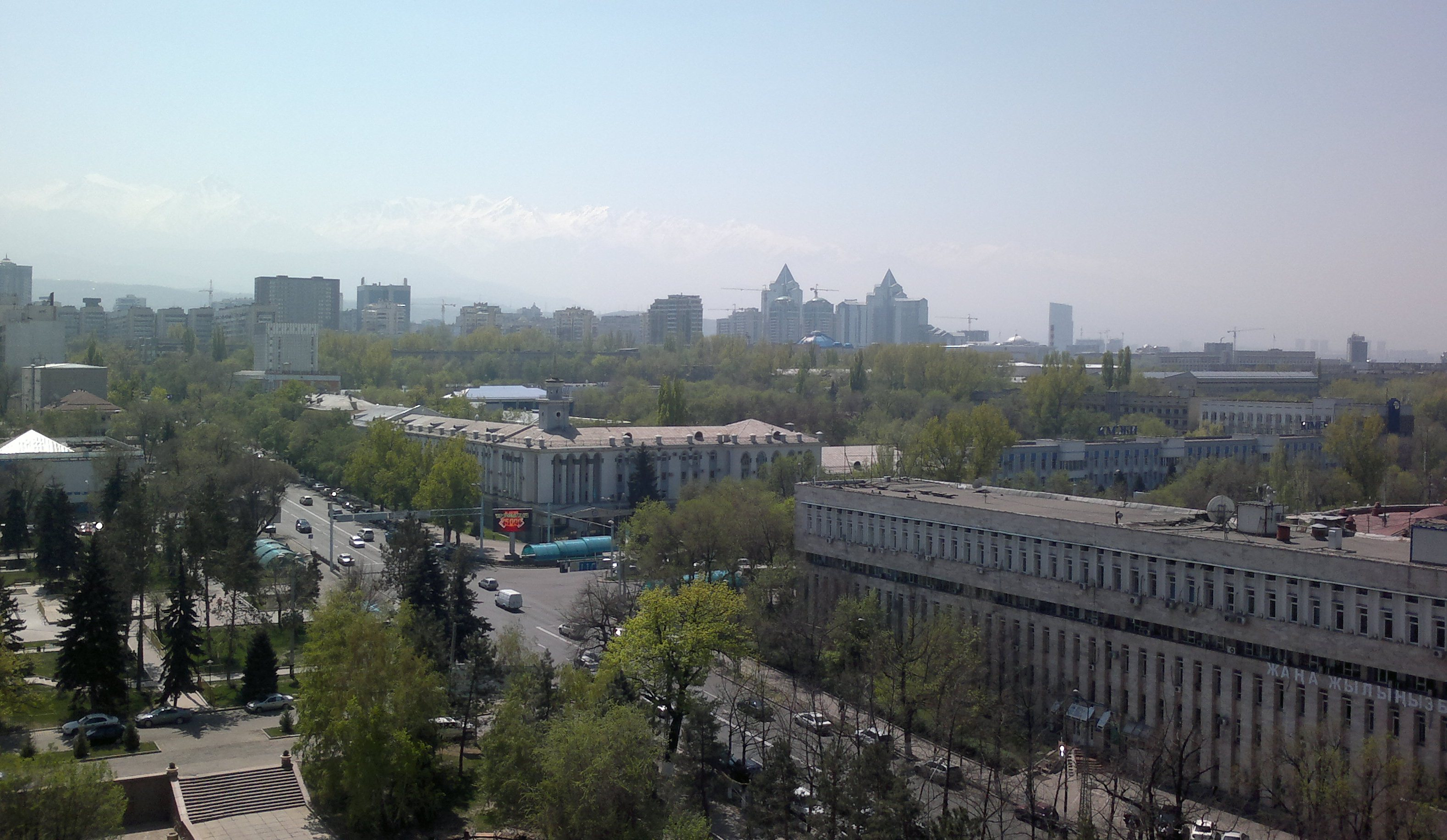
アルマトイの街並み

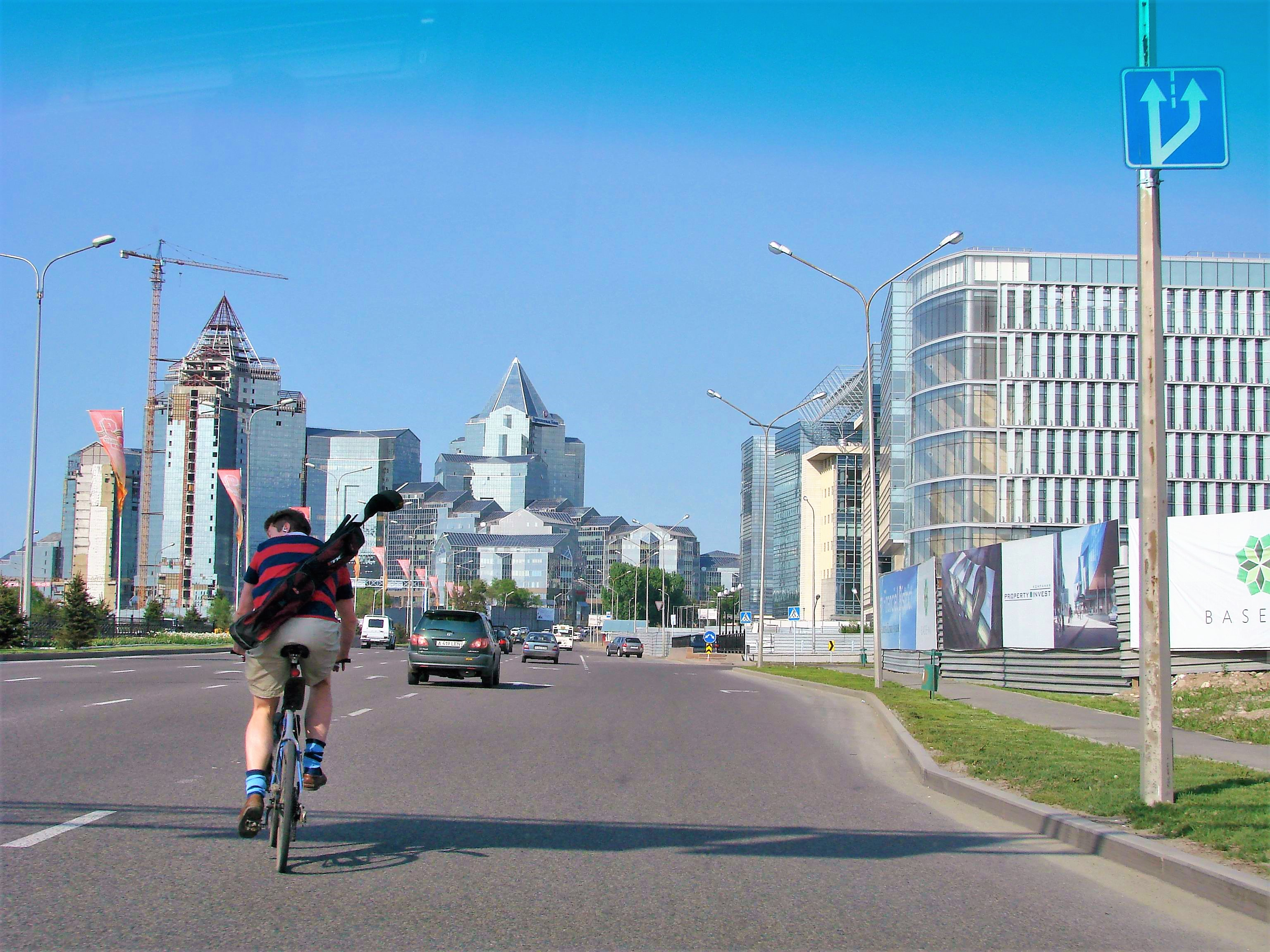
近代的なアルマトイの街並み

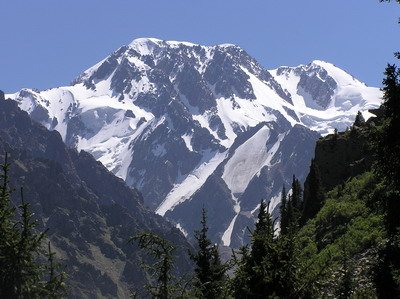
標高4,979mのタルガル峰

日本語に広く定着している「アルマトイ」は町の名前のキリル文字綴りをロシア語の日本語転写の慣例によってカタカナに写した場合、「アルマトゥイ」となるはずのものを、さらに「トゥイ」を「トイ」に略したものである（ыを参照）。カザフ語の発音に近い「アルマトゥ」と書かれることもある。英語読みでアルマティとすることも。
アルマトゥ（Алматы）は、1921年に現在のカザフスタンの前身である自治共和国が成立する前から町を指して使われていたカザフ語の名称であり、19世紀にロシア人がこの地に進出した後もカザフ族からはアルマトゥと呼ばれることが多かった。語源は「リンゴの里」であり、かつては町の近辺にリンゴ林が広がっていたが、現在は都市開発に伴ってリンゴの樹は数を減らしている。
かつて、日本を含め国際的にはこの町はアルマ・アタ（露: Алма-Ата）という名称で呼ばれていた。これは、カザフ語ではなくロシア語での呼称で、ソビエト連邦時代に事実上の公式名称となっていたものである。アルマ・アタ（英：Alma-Ata）は、カザフ語でアルマ（алма）は「リンゴ」、アタ（ата）は「父」を意味するため、「リンゴの父」を意味していた。
1854年秋に完成したコサックが建設したヴェールノエ要塞の名は、「忠誠の土地」を意味する言葉である。この要塞の周辺には Bolshaya Almatinskaya Stanitsa という集落が作られた。1867年4月11日に要塞を含めた町は、Almatinskと名付けれられたが、住民の反対によりすぐさま Verniy に改名された。

## 歴史

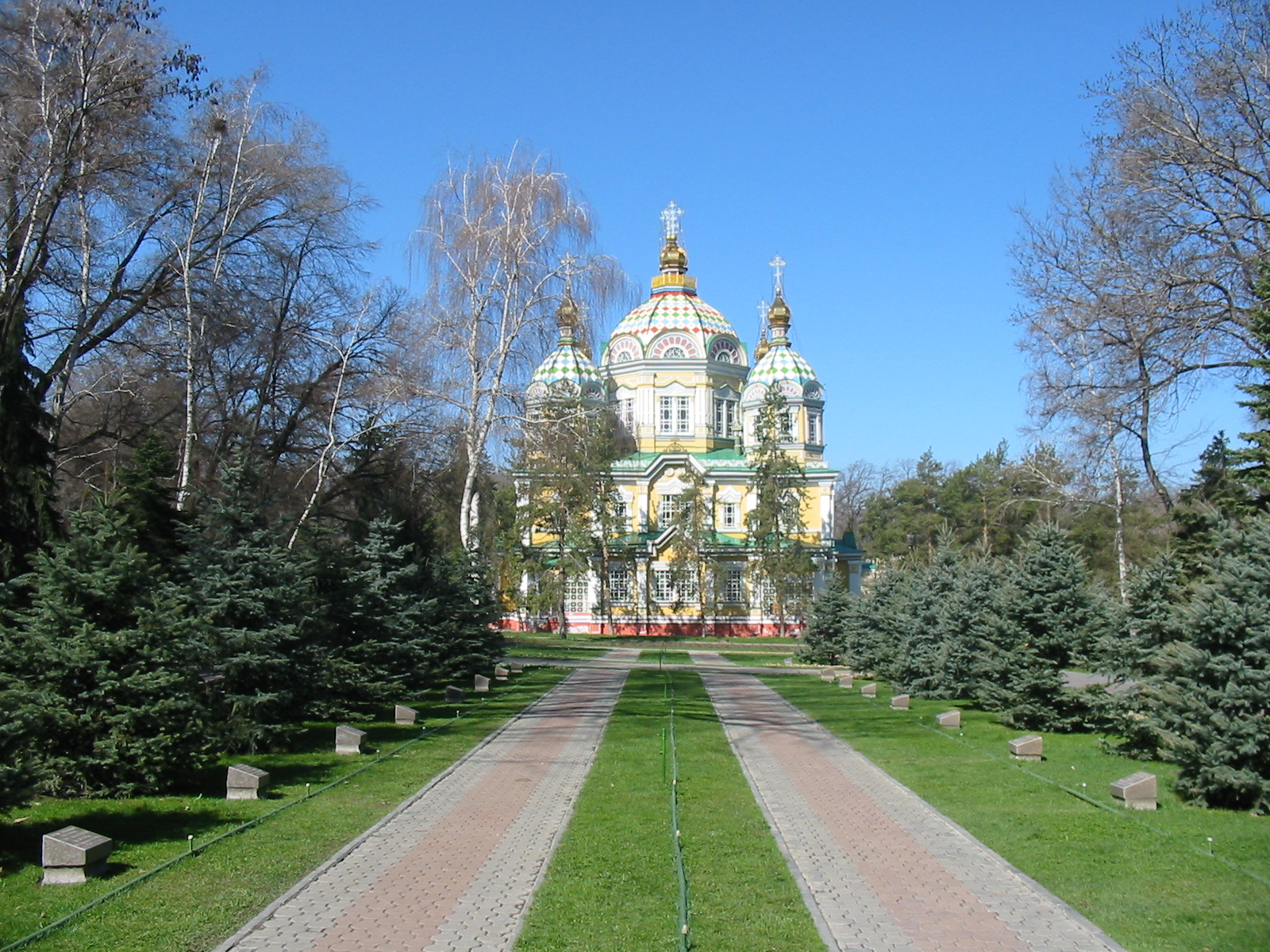
20世紀初頭に建立されたロシア正教会に属するゼンコフ教会。木造の建築物として世界で2番目の高さを誇る

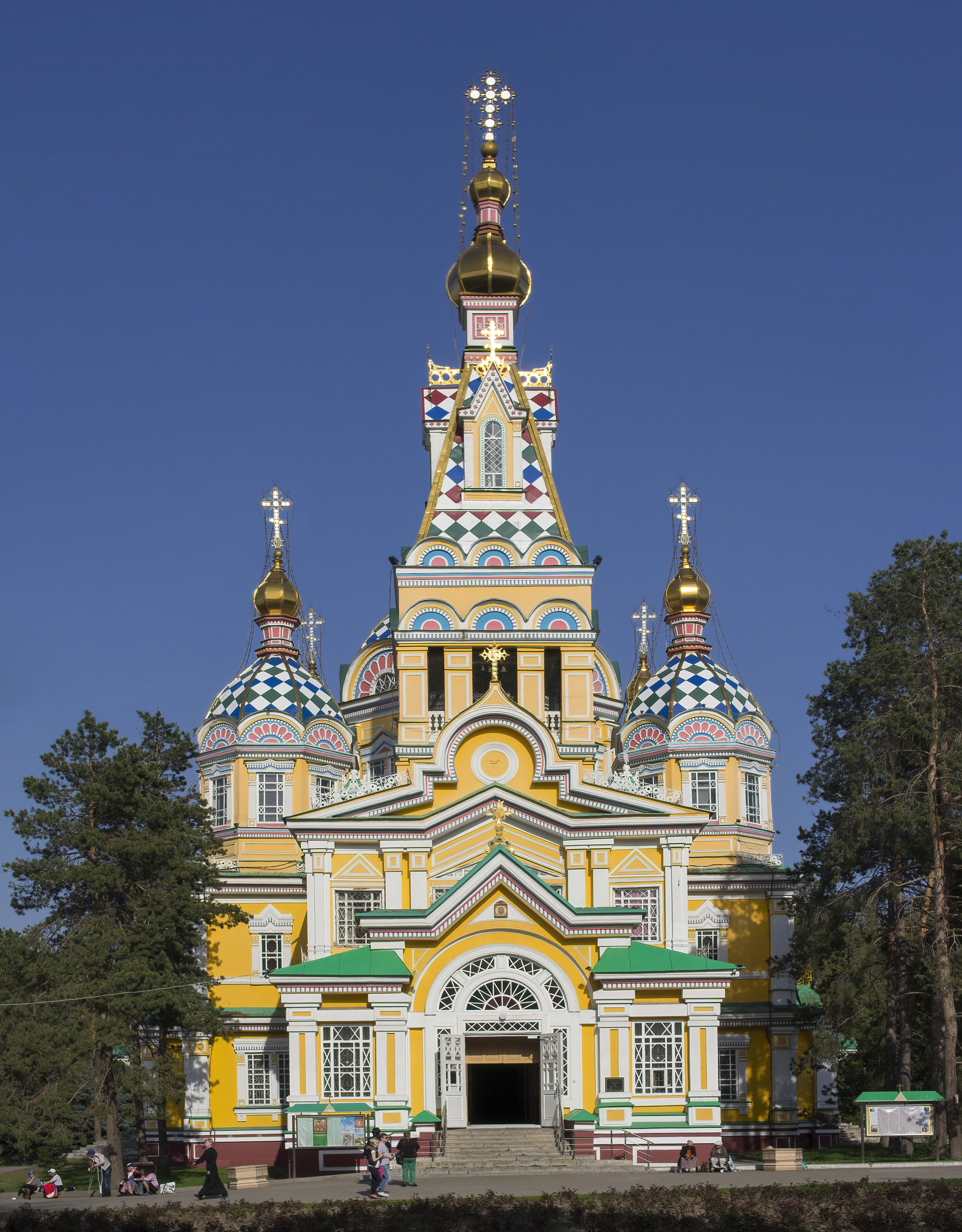
ゼンコフ教会

アルマトイ郊外の山コクトベには、紀元前10世紀から紀元前9世紀のものと思われる青銅器時代の住居跡が存在する。アルマトイから東50kmに位置するイッシクからは、紀元前5世紀から紀元前4世紀ごろと推定されるサカ族の遺跡が発掘され、独自の文字が刻まれた銀製のカップが出土した。イッシクのほか、アルマトイ近郊には発掘調査が行われていないサカの遺跡が多く存在する。
中世にはシルクロードの天山北路のオアシスとして、交易が行われていた。アルマトイ近郊の10世紀から13世紀のものと思われる遺跡からは、タンドリ（窯）、焼きレンガ、貨幣が発掘された。出土した貨幣の表面には「アルマトゥ」の名前が刻まれていた。13世紀のモンゴル帝国の中央アジア遠征の後、アルマトイの名前は多くの人から忘れ去られた。
1730年（1729年）にはアブル＝ハイル・ハンが率いるカザフ族の連合軍が、アルマトイ北西のアヌラカイ山で抗争を繰り返していたジュンガルを撃破する。
1854年、シベリア・コサックが天山山脈のふもとに要塞を建設し、ザイリースキー（ザイリスコエ、Заилийский）と呼んだ。やがて、要塞はヴェールノエの名前で呼ばれるようになった。ヴェールノエはビシュケク・タシュケント方面への遠征の拠点とされ、1859年に初めて地図上に名前が記された。
1867年に要塞はヴェールヌイ（Верный）市と改められてセミレチエ州の州都に定められる。ステップ上に位置する立地、当時の不安定な中央アジア情勢のため、ロシア帝国の統治下で秩序が保たれていたヴェールヌイには、多くの民族が移住した。ヴェールヌイに移住した人間はボリショイ・アルマトゥ川沿いに、出身地域ごとに集落を形成した。1880年代のアルマトイは、60年代にロシア人移民が居住する要塞周辺の旧地区、70年代以降に建設された新規の移民の居住地である新ヴェールヌイ区、カザフ族などの非ロシア人が居住する郊外の地区の3つに分かれていた。1887年と1910年（1911年）の大地震(1911年ケビン地震)でヴェールヌイは壊滅するが、人々は町を再建した。2度の大地震の後に、碁盤目状の市街地が整備され始める。

### ソビエト連邦の時期
1918年3月にヴェールヌイにソビエト政権が樹立される。
1921年2月5日、ヴェールヌイは地方政府の代表者、専門職の業界団体、地元の信仰に基づく団体の共同協議によって、街の古称のひとつで特産品のリンゴにちなんだ名前のアルマ・アタ（リンゴの父）に改称される。1926年、労働・国防評議会は、カザフスタンの将来の成長、特に東部と南東部における重要な要素であったトルキスタン-シベリア鉄道の建設を承認した。この鉄道の建設はまた、カザフスタンの首都としてのアルマ・アタの運命に強く影響する決定的な経済的影響を与えた。
1927年4月29日、政府はカザフ自治ソビエト社会主義共和国の首都をクズロルダからアルマ・アタに移すことを決定し、1929年に首都がクズロルダからこの地に移される。
1928年、政争に敗れたレフ・トロツキーが追放され、妻のナタリア・セドヴァと息子のレフ・セドフを伴って滞在した。トロツキーは1929年2月にアルマ・アタからトルコに追放され、メキシコ・シティに亡命した。
1930年、トルキスタン・シベリア鉄道とトルキスタン・シベリア道路、さらにアルマ・アタ空港（現在のアルマトイ国際空港）が完成し、アルマ・アタからソビエト連邦の中心地であるモスクワへの直行便が開通した。アルマ・アタはカザフスタンへの主要な空路の玄関口となり、その地位は今日も維持され、カザフスタンの中心地に発展していく。この小さな町がカザフスタンの首都へと変貌を遂げたのは、新しい行政・政府施設や住宅の大規模な建設によって加速された。木造の平屋が多く建っていた町に、鉄筋コンクリートの建物が現れ始める。ソビエト政権時代、町の通りにはレーニンなどの社会主義を象徴する名前やジャンブル、アバイなどのカザフ族の偉人の名前が付けられた。都市の中心部には政府関係の建物だけでなく、オペラ劇場やコンサートホールなどの文化施設が建設された。
1936年、建築・計画局は、カザフスタンの新しい文化首都としてアルマ・アタを強化する計画を策定した。この計画は、既存の碁盤の目形の地区システムに基づいていた。地区は強化され、再建された。

### 第二次世界大戦の時期
第二次世界大戦中、アルマ・アタには戦火を逃れるために工場や病院、大学、映画撮影所などがヨーロッパ・ロシアから続々と疎開してきたことがアルマ・アタの人口と構造に劇的な影響を与えた。
ソビエト連邦政府はヨーロッパ戦域から2万6,000人の人口と多数の産業を疎開させた。アルマアタは、ソビエト連邦のヨーロッパ地域から撤去された30以上の産業施設、8つの疎開病院、15の研究所、大学、技術学校、約20の文化施設を受け入れ、1941年から1945年にかけて、この都市の産業ポテンシャルは著しく向上した。
また、レニングラード、キエフ、モスクワにあった映画製作会社のモスフィルムとレンフィルムもこの時期にアルマアタに移され、アルマ・アタに中央合同劇映画製作所が発足。当時のソビエト連邦製映画の約8割がアルマ・アタで制作された。アルマ・アタで映画技法を学んだ人物の中から、中央アジアの映画界で活躍する人材が多く現れた。
このため、非常に多くのロシア民族が流入し、カザフ人はこの地域で少数派となった。
戦後には第40収容地区（ラーゲリ）が設置され、シベリア抑留を受けた日本兵捕虜が収容された。アルマトイ及び周辺で約6000人程度（資料により差がある）が科学アカデミーや発電所の建設に使役された。市内には日本兵捕虜が葬られた墓地が3か所存在する。

### 工業化の進展
戦後も開発が進んだ。市の人口は、1919年の104,000人から1968年には365,000人に増加した。1967年までに145の企業が進出し、その大半は軽工業と食品工業であった。
アルマ・アタの主な産業は、主に地元で豊富に採れる果物や野菜を原料とする食品加工（総産業生産高の36％）、軽工業（31％）、重工業（33％）であった。この地域の主な生産物は以下の通りである：
- 食品：食品：食肉、小麦粉、穀類（パスタ工場）、牛乳、ワイン、缶詰の果物、タバコ、菓子、アルコール蒸留酒、ビール、酵母、茶（パッケージング）
- 軽工業：織物、毛皮、ニット、絨毯、履物、アパレル、印刷、アルマトイ・コットン・コンバイン
- 重工業：電気工業、鋳造工業、自動車修理、ベアリング修理、建築資材、木工、コンクリート構造および構造要素、住宅建設。

1960年から1986年までのディンムハメッド・コナエフがカザフスタン共産党中央委員会第一書記を務めていた時代、町の景観が整備された。1966年から1971年にかけて、140万平方メートルの公営住宅と協同組合住宅が建設された。年間約30万平方メートルの住宅が建設された。この時期に建設された建物の大半は、耐震性のある多層建築であった。ソビエト連邦政府は、より変化に富んだ街並みを作るため、建築形態を多様化させようとした。この時期、レーニン宮殿、カザフスタン・ホテル、メデオ・スポーツ・コンプレックスなど、多くの学校、病院、文化施設、娯楽施設が建設された。
1974年3月15日には、アルマ・アタで処女地開拓20周年記念式典が開催され、ブレジネフ書記長が直々に訪れた。
1975年12月26日、超音速輸送機ツポレフTu-144が就航し、モスクワ-アルマアタ間で郵便や貨物を輸送し始めた。1978年6月1日のアエロフロートによる飛行が、Tu-144の55回目の定期旅客飛行であり、最後の飛行であった。
1978年にはプライマリ・ヘルス・ケアに関する会議が開催され、アルマ・アタ宣言が採択され、世界の公衆衛生のパラダイムシフトを示した。
1986年、ミハイル・ゴルバチョフはコナエフをカザフ党第一書記（政治局員）から解任し、後任にロシア人のゲンナジー・コルビンを選出した。第一書記は共和国の基幹民族出身者から選出する慣行に反する上、カザフスタンと全く繋がりのないコルビンの起用はカザフスタンの学生たちの反発を招いた。このため、1986年12月17日朝から12月18日夜にかけて、ブレジネフ広場（現在の共和国広場）で大規模なカザフ人暴動が発生した（アルマアタ事件）。
1988年9月7日、地下鉄アルマトイ・メトロ・プロジェクトが着工し、2011年12月1日に23年ぶりに開通した。

### ソ連の崩壊による独立後
カザフスタンは1991年12月16日（カザフスタン独立記念日）にソビエト連邦からの独立を宣言し、アルマ・アタはカザフスタン共和国の首都に定められ、1年後の1993年1月28日、政府は都市名をロシア語のアルマ・アタからカザフ語のアルマトイに改称した。1997年、カザフスタン共和国大統領ヌルスルタン・ナザルバエフは首都を同国北部のアスタナに移転する政令を承認し、翌1998年1月に遷都が行われた。1998年7月1日、科学、文化、歴史、金融、および産業の中心地としてのアルマトイの特別な地位を確立するための法律が成立した。
2030年に向けたアルマトイ市の新総合計画が1998年に発表された。同計画は、アルマトイ市において、安全、安心、かつ社会的に快適な生活環境を創出することを目的としている。主な目的は、庭園都市としてのアルマトイ市のイメージを促進することである。 同計画では、集合住宅および戸建て住宅の継続的な開発、工業地区または地域の再編成、交通インフラの改善、アルマトイ地下鉄の拡張などが提案されている。アルマトイ地下鉄の1号線は、予定より2週間早く、2011年12月1日に開通した。同路線のカルカマンまでの延長は2015年に開通した。
とはいえ、アルマトイでは大気汚染が大きな問題となっている。1995年にはすでに、当時は主に市内の火力発電所から排出されていた粒子状物質が、カザフスタンおよびEUの基準を20倍以上上回っていた。 5倍増加しており、主要な産業施設がないにもかかわらず、呼吸器疾患、内分泌疾患、血液疾患、がん、気管支喘息に関しては共和国で第1位を占めている。モバイルアプリを使用した独立した地域の大気質モニタリングシステムが2017年に開始された。
近年、カルカマン、コック・トベ、ゴルニー・ギガント地区（山の巨人）といった郊外の集落が併合され、市域が拡大した。数多くの団地やオフィスの高層ビルが、山の中に作られた町の顔を一変させた。シャニラクのような不法占拠者居住区は、こうした開発計画に直面して立ち退きに抵抗している。2016年7月、アルマトイは悪名高いテロ攻撃の舞台となり、ジハード主義者のルスラン・クリクバエフが銃撃戦とカーチェイスで警察官8人と民間人2人を殺害した。クリクバエフは銃撃戦で負傷し、後にこのテロで死刑判決を受けた。 2020年3月、アルマトイでCOVID-19の最初の感染者が報告された。まもなく、パンデミックによってアルマトイの様子が一変した。政府はほとんどの施設の閉鎖を課した。
2022年の冬季オリンピック開催地に名乗りを挙げるも決選投票の末に中国の北京に惜しくも敗れ初のオリンピック開催はならなかった。
2022年1月、燃料価格が2倍に値上がりしたことに抗議する住民らのデモ隊の一部が警察や治安部隊と衝突。警察はスタングレネードや催涙ガスで対抗したが支えきれず、暴徒は市庁舎に乱入し放火、旧大統領官邸を占拠するなどした。

## 地理・気候
天山山脈の支脈であるイリ・アラタウ山脈の北麓に位置する。都心部は標高750m-900mの高地に位置し、町全体が傾斜している。町の郊外には下水が整備されていない平屋が建ち並ぶ貧しい地方出身者の居住区が存在する一方、山麓には富裕層の邸宅が多く建つ。
アルマトイは複数回大地震に見舞われており、アスタナへ遷都された理由の一つに地震の危険性があった。地震への対策から高層建築物の建設は制限されているが、そのために都市の景観が保たれている一面もある。
気候は大陸性で、夏は暑く冬は寒い。南方を4000m級の天山山脈が占めるため、山岳気候の影響も強く受ける。1月の平均気温は-4.7度とそれほど低くはないが、最低気温は-20度を下回ることも珍しくなく、降雪量も多くなる。7月の平均気温は23.8度と高く、日中は年間平均で30度を超す真夏日となることが36日もあり、時に35度を超すことも珍しくないが、朝晩は涼しく湿気も少ないので蒸し暑さとは無縁である。また市内でも北から南にかけて標高600m - 1200mに市街地が広がっているため、気温、気候などに違いがある。沖積層土壌と豊富な雨量のため、多くの植物が生い茂っている。
市付近のイリ・アラタウ山脈には野生のリンゴの木をはじめとする960種の植物が生え、ユキヒョウ、ヒグマ、オオヤマネコ、ムナジロテンなどの哺乳類やイヌワシ、ヒゲワシ、ナベコウ、バーバリーハヤブサ、トキハシゲリ、ヒマラヤハゲワシなどの鳥類が生息している。市のすぐ東側にあるタルガル峰および付近のアルマトイ州タルガル地区、エンベクシカザフ地区一帯は2020年にユネスコの生物圏保護区に指定された。
| アルマトイ (1991-2020)の気候 | アルマトイ (1991-2020)の気候 | アルマトイ (1991-2020)の気候 | アルマトイ (1991-2020)の気候 | アルマトイ (1991-2020)の気候 | アルマトイ (1991-2020)の気候 | アルマトイ (1991-2020)の気候 | アルマトイ (1991-2020)の気候 | アルマトイ (1991-2020)の気候 | アルマトイ (1991-2020)の気候 | アルマトイ (1991-2020)の気候 | アルマトイ (1991-2020)の気候 | アルマトイ (1991-2020)の気候 | アルマトイ (1991-2020)の気候 |
| 月                           | 1月                          | 2月                          | 3月                          | 4月                          | 5月                          | 6月                          | 7月                          | 8月                          | 9月                          | 10月                         | 11月                         | 12月                         | 年                           |
| ---------------------------- | ---------------------------- | ---------------------------- | ---------------------------- | ---------------------------- | ---------------------------- | ---------------------------- | ---------------------------- | ---------------------------- | ---------------------------- | ---------------------------- | ---------------------------- | ---------------------------- | ---------------------------- |
| 最高気温記録 °C （°F）       | 16.8 (62.2)                  | 21.9 (71.4)                  | 29.8 (85.6)                  | 33.2 (91.8)                  | 35.8 (96.4)                  | 39.3 (102.7)                 | 41.7 (107.1)                 | 40.5 (104.9)                 | 38.1 (100.6)                 | 31.4 (88.5)                  | 26.5 (79.7)                  | 19.2 (66.6)                  | 41.7 (107.1)                 |
| 平均最高気温 °C （°F）       | 0.5 (32.9)                   | 2.7 (36.9)                   | 9.9 (49.8)                   | 17.8 (64)                    | 22.9 (73.2)                  | 27.9 (82.2)                  | 30.5 (86.9)                  | 29.7 (85.5)                  | 24.5 (76.1)                  | 16.9 (62.4)                  | 8.1 (46.6)                   | 2.0 (35.6)                   | 16.12 (61.01)                |
| 日平均気温 °C （°F）         | −4.6 (23.7)                  | −2.4 (27.7)                  | 4.5 (40.1)                   | 12.1 (53.8)                  | 17.1 (62.8)                  | 22.1 (71.8)                  | 24.4 (75.9)                  | 23.3 (73.9)                  | 18.0 (64.4)                  | 10.6 (51.1)                  | 2.9 (37.2)                   | −2.7 (27.1)                  | 10.44 (50.79)                |
| 平均最低気温 °C （°F）       | −8.1 (17.4)                  | −6.2 (20.8)                  | −0.2 (31.6)                  | 6.8 (44.2)                   | 11.5 (52.7)                  | 16.4 (61.5)                  | 18.6 (65.5)                  | 17.3 (63.1)                  | 12.0 (53.6)                  | 5.3 (41.5)                   | −1.0 (30.2)                  | −6.1 (21)                    | 5.53 (41.93)                 |
| 最低気温記録 °C （°F）       | −30.1 (−22.2)                | −37.7 (−35.9)                | −24.8 (−12.6)                | −10.9 (12.4)                 | −7.0 (19.4)                  | 2.0 (35.6)                   | 7.3 (45.1)                   | 4.7 (40.5)                   | −3.0 (26.6)                  | −11.9 (10.6)                 | −34.1 (−29.4)                | −31.8 (−25.2)                | −37.7 (−35.9)                |
| 降水量 mm （inch）           | 34 (1.34)                    | 43 (1.69)                    | 73 (2.87)                    | 113 (4.45)                   | 99 (3.9)                     | 59 (2.32)                    | 43 (1.69)                    | 34 (1.34)                    | 28 (1.1)                     | 49 (1.93)                    | 55 (2.17)                    | 44 (1.73)                    | 674 (26.53)                  |
| 降雪量 cm （inch）           | 15 (5.9)                     | 14 (5.5)                     | 5 (2)                        | 0 (0)                        | 0 (0)                        | 0 (0)                        | 0 (0)                        | 0 (0)                        | 0 (0)                        | 1 (0.4)                      | 2 (0.8)                      | 8 (3.1)                      | 45 (17.7)                    |
| 平均降雨日数                 | 4                            | 5                            | 11                           | 14                           | 15                           | 15                           | 15                           | 10                           | 9                            | 10                           | 8                            | 6                            | 122                          |
| 平均降雪日数                 | 11                           | 13                           | 8                            | 2                            | 0.2                          | 0                            | 0                            | 0.1                          | 0.1                          | 2                            | 6                            | 11                           | 53.4                         |
| % 湿度                       | 77                           | 77                           | 71                           | 59                           | 56                           | 49                           | 46                           | 45                           | 49                           | 64                           | 74                           | 79                           | 62.2                         |
| 平均月間日照時間             | 118                          | 119                          | 147                          | 194                          | 241                          | 280                          | 306                          | 294                          | 245                          | 184                          | 127                          | 101                          | 2,356                        |
| 出典1：Погода и климат       |                              |                              |                              |                              |                              |                              |                              |                              |                              |                              |                              |                              |                              |
| 出典2：NOAA (sun 1961–1990)  |                              |                              |                              |                              |                              |                              |                              |                              |                              |                              |                              |                              |                              |

## 民族構成、人口
| アルマトイ市の民族構成（2021年） | アルマトイ市の民族構成（2021年） | アルマトイ市の民族構成（2021年） | アルマトイ市の民族構成（2021年） | アルマトイ市の民族構成（2021年） |
| -------------------------------- | -------------------------------- | -------------------------------- | -------------------------------- | -------------------------------- |
|                                  |                                  |                                  |                                  |                                  |
| カザフ人                         | カザフ人                         |                                  | 63.35%                           | 63.35%                           |
| ロシア人                         | ロシア人                         |                                  | 20.48%                           | 20.48%                           |
| ウイグル人                       | ウイグル人                       |                                  | 5.55%                            | 5.55%                            |
| 高麗人（朝鮮人）                 | 高麗人（朝鮮人）                 |                                  | 1.80%                            | 1.80%                            |
| タタール人                       | タタール人                       |                                  | 1.50%                            | 1.50%                            |

2021年の国勢調査では総人口は203万285人である。首都アスタナに比べると、ロシア人が占める割合が多くなっているほか、ウイグル人や高麗人も多くなっているなど、多民族都市である。ロシア人の割合は低下しており1989年には6割近くに達していたが、現在は20％まで低下している。
1989年にソビエト連邦が行った調査ではアルマ・アタの人口は1,071,900人であり、カザフスタン独立後の1999年に実施された調査では1,129,400人に増加した結果が報告された。
|      | 1926年 | 1959年  | 1970年  | 1989年    | 1999年    | 2012年    |
| ---- | ------ | ------- | ------- | --------- | --------- | --------- |
| 人口 | 46,000 | 456,000 | 730,000 | 1,071,900 | 1,129,400 | 1,472,866 |

### ソビエト連邦崩壊後の人口推移
| 民族       | 1989年  | 1989年 | 1999年  | 1999年 |
| 民族       | 総人口  | 割合   | 総人口  | 割合   |
| カザフ人   | 255,133 | 23.80% | 434,397 | 38.46% |
| ロシア人   | 615,365 | 57.41% | 510,366 | 45.19% |
| ウイグル人 | 43,351  | 4.04%  | 60,427  | 5.35%  |
| 高麗人     | 14,931  | 1.39%  | 19,090  | 1.69%  |
| タタール人 | 25,329  | 2.36%  | 24,770  | 2.19%  |

## 行政地区
7地区から成る。
- アウエゾフ地区
- アラタウ地区
- アルマルイ地区
- ジェトゥス地区
- トゥルクシブ地区
- ボスタンドゥク地区
- メデウ地区

## 経済
ソビエト連邦から独立した中央アジアの国家の中で、アルマトイは最も経済的に発展した都市である。
アルマトイの前身であるヴェールノエ市の建設当初、住民の大部分は農業に従事しており、工業は発達していなかった。ソビエト連邦時代にシベリアと中央アジアが鉄道で結ばれると、アルマトイは植民・商業都市としての性質だけでなく、工業都市としての性格も持ち始める。ノヴォシビルスクとタシュケントを結ぶトルキスタン・シベリア鉄道の開通により、機械製造業と食品工業が発達した。1919年のアルマトイの労働者の数は365人だったが、1968年には104,000人に達した。旧ソビエト連邦時代は食品工業と軽工業がアルマトイの中心産業だった。1993年には、フィリップモリス社がアルマトゥ・タバコ工場を買収した。
カザフスタンの石油生産量が増加した2003年以後、アルマトイは経済的な恩恵を受ける。町にはトルコ資本、ロシア資本の大規模な小売商店が進出し、欧米資本のファッションブランド店も出現した。市内のスーパーにはトルコ製品、バザールには中国製品が多く流通するようになる。しかし、富裕層に含まれない一般市民は恩恵にあずかれず、物価の上昇と公共料金の値上げに苦しんでいる。また、経済発展と共に環境問題も表面化した。特に自動車の排気ガスによる大気汚染が問題となっており、市当局は地下鉄の設置などの対策を講じているが成果は表れていない。

## 教育
アルマトイには、カザフ国立大学を始め、カザフスタンの高等教育機関と研究施設が集中している。教育科学省の管轄下に置かれている研究所群は学術活動の中心で、エジプトの援助によって設立されたイスラーム大学も存在する。カザフスタンの三大図書館である国立公共図書館、カザフスタン科学技術図書館、カザフ科学アカデミー中央図書館が置かれている。
人材不足などの理由で、町の医療は発達しているとは言い難い。

## スポーツ

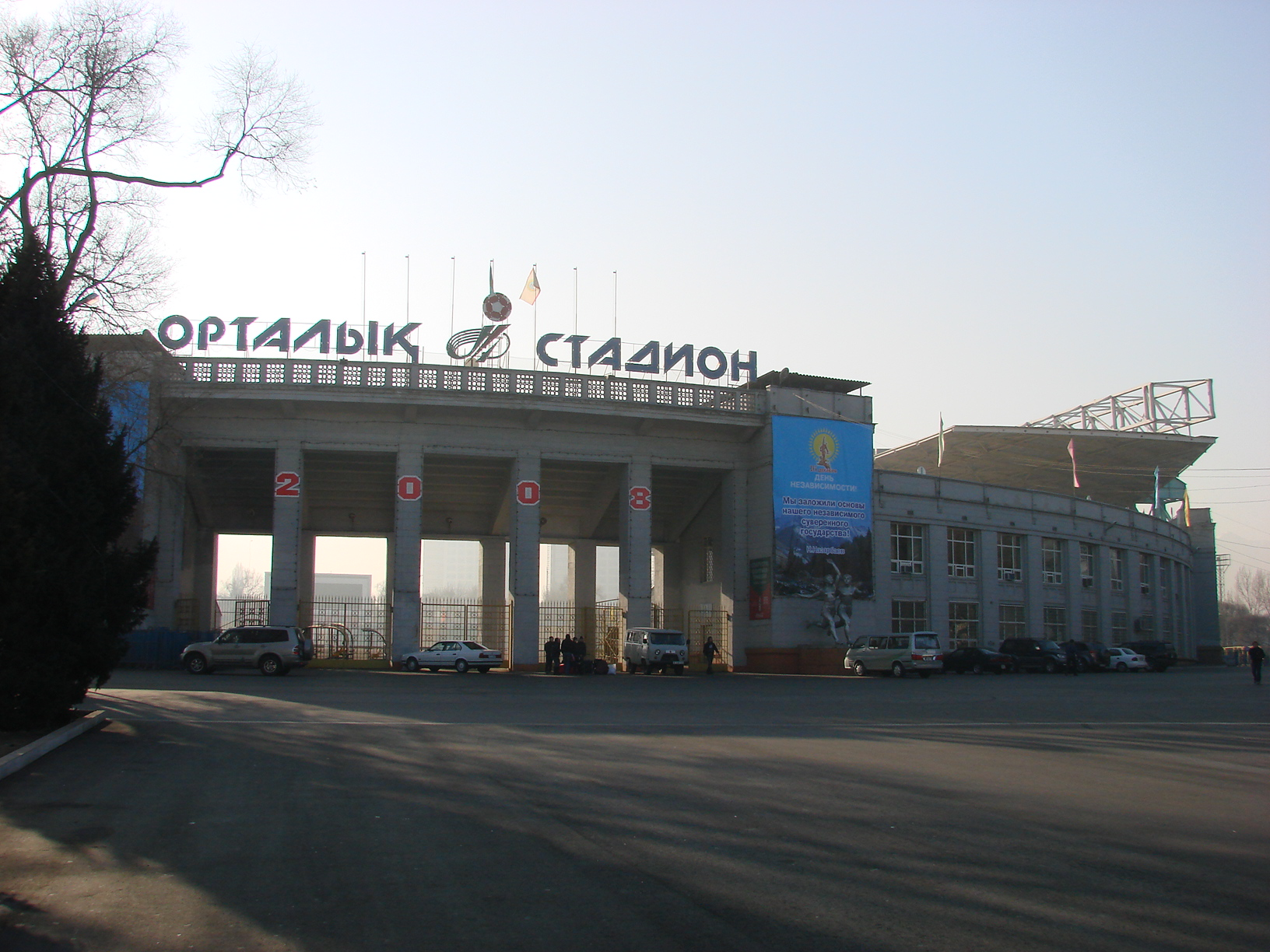
アルマトイ・セントラル・スタジアム

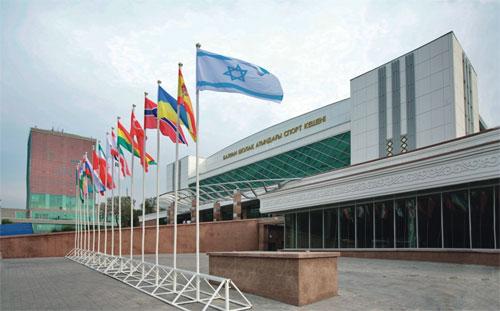
バルィヤン・ショラク・スポーツ宮殿

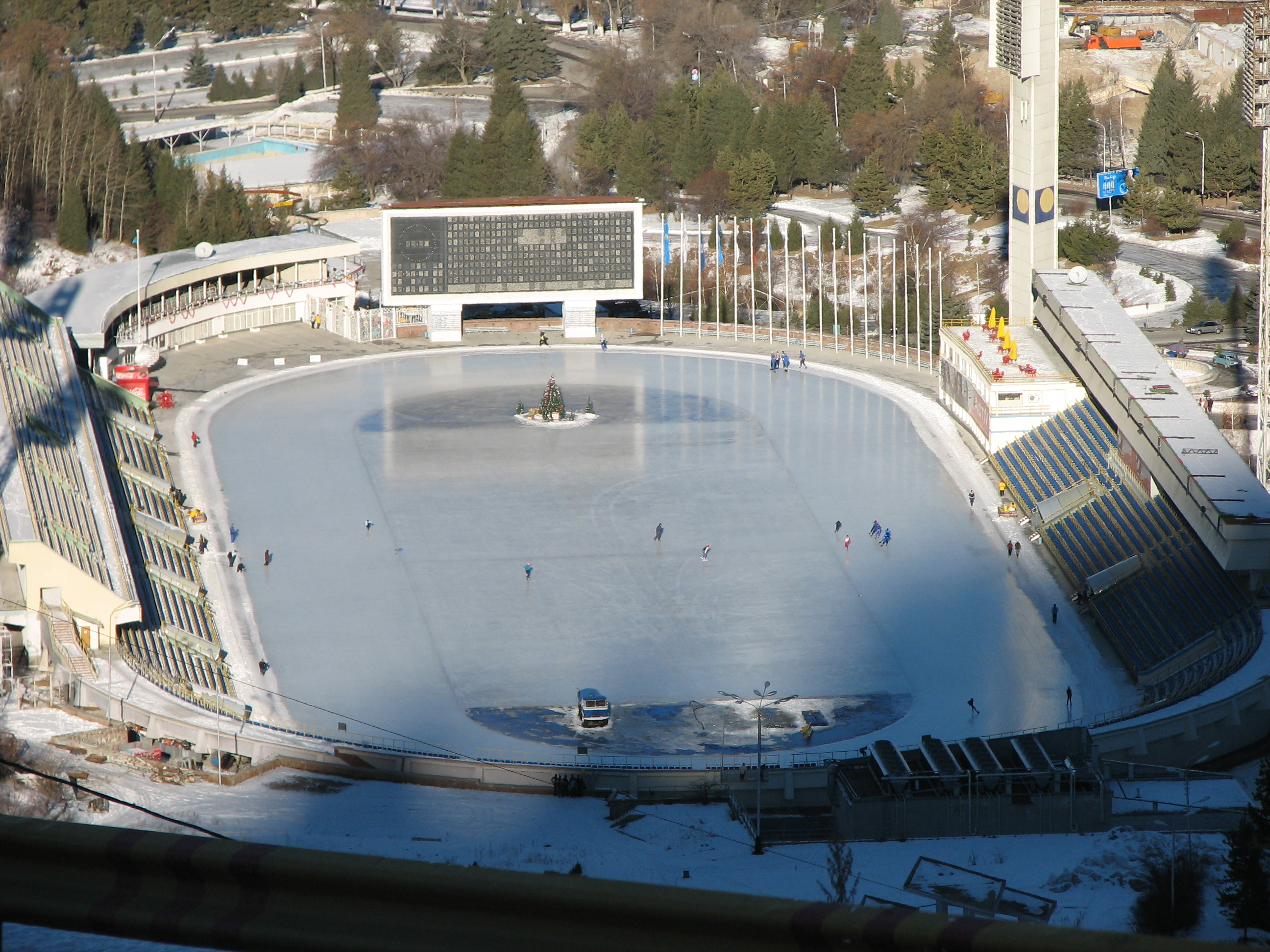
メデオ・スケートリンク

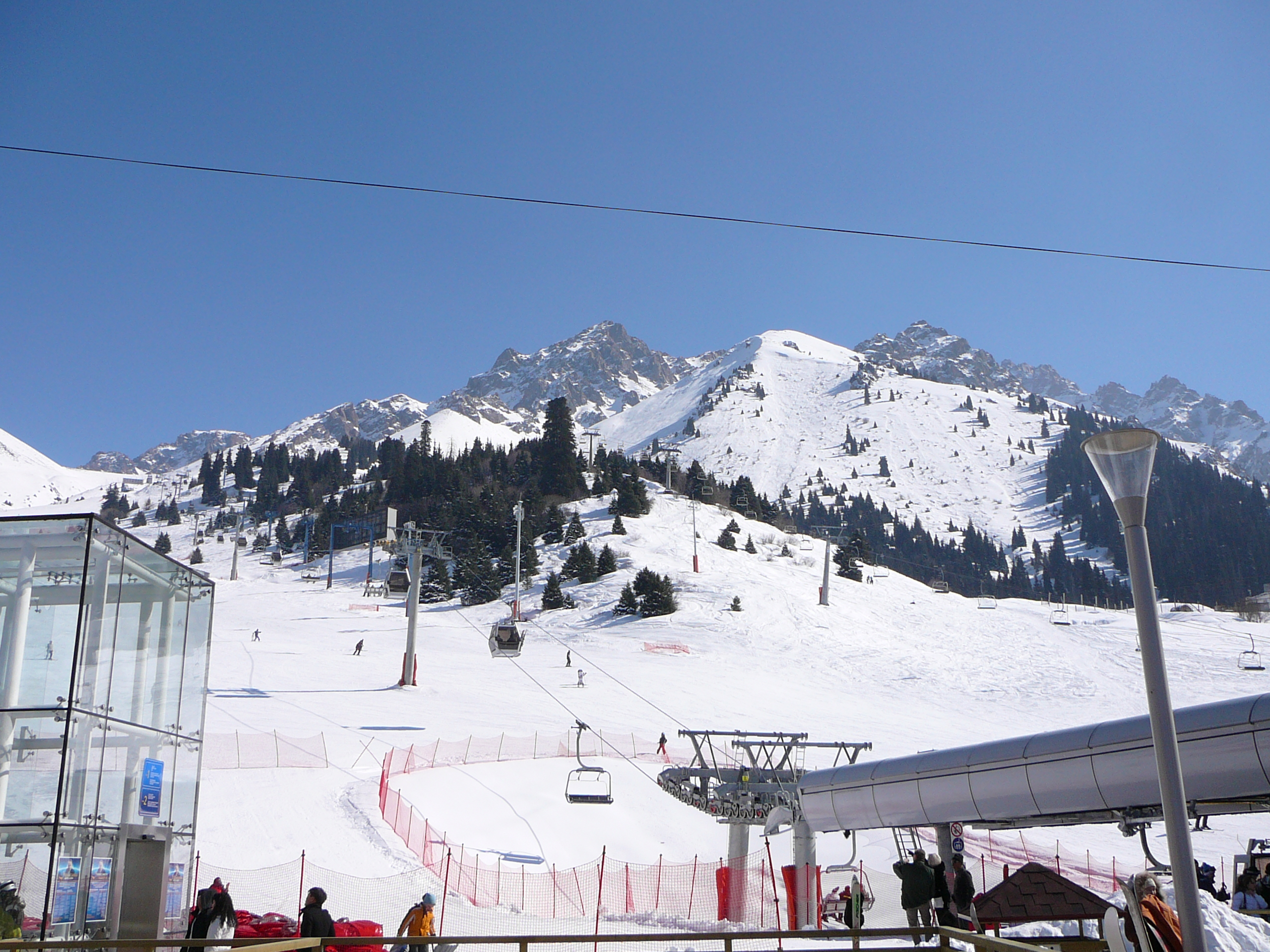
チンブラク・スキー場

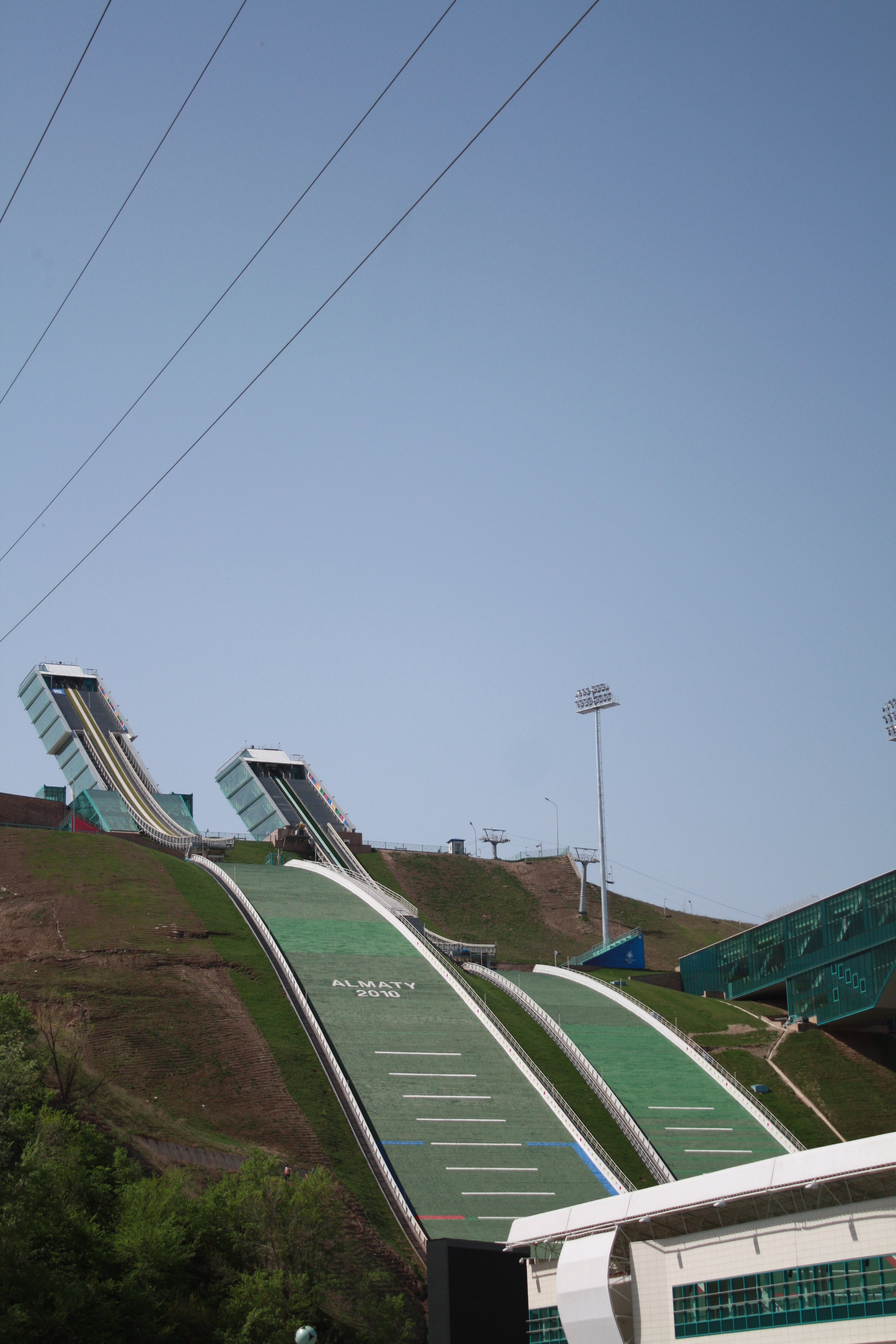
スンカル・スキージャンプ場

### 球技
FCカイラト・アルマトイとCSKAアルマトイの2つのサッカークラブが、アルマトイをホームタウンとしている。また、2005年に同国初の男性プロゴルファーのトーナメント「カザフスタンオープン」が同地で開催され、以降は同国におけるプロゴルファーのメッカとして重要視されている。 
1996年にカザフスタンの企業と日本の商社の合弁でヌルタウ・ゴルフクラブが開設された。2006年には2つ目のゴルフ場としてジャイラウ・ゴルフクラブがオープンした。

### 氷上スポーツ
アイスホッケークラブであるHCアルマトイが、アルマトイを拠点としている。
中心部から15㎞、バスで20分程のアルマトイ郊外のメデオ・スケートリンクでは、標高1691mと世界最高所の高地にあるリンクのため多くの世界記録が生まれた。そのため、かつては「世界記録の工場」として有名だった。メデオ・スケートリンクの上の標高2200ｍには、スキーリフトを使えば標高3200mまで行けるチェンブラク・スキー場があるなど、いずれも市街地から15～25㎞範囲、バスで20～30分前後と恵まれた立地にあることからウィンタースポーツが盛んである。また、市内にはアイスホッケーを核とした複合屋内スポーツ施設のアルマトイ・アイスパレスの建設が進められている。
同都市は2014年冬季オリンピック開催に立候補していたが落選。2011年にはアジア冬季競技大会が開催された。アジア冬季競技大会の開催に伴って、アルマトイに国際スキージャンプ・コンプレックス、クロスカントリースキー・バイアスロン・コンプレックスが建設されている。2022年冬季オリンピックにも開催地として立候補したが、最終選考で北京に敗れた。2017年には冬季ユニバーシアードが開催された。

#### バンディ
アルマトイには、国際バンディ連盟のアジア事務局が設置されている。かつて存在したバンディのチームであるディナモ・アルマ・アタは、1977年と1990年のソビエト選手権、1978年のヨーロピアン・カップを制した。
ディナモの本拠地であったメデオ・スケートリンクは、2011年アジア冬季競技大会でバンディの競技会場として使用された。2012年にカザフスタンで開催されたバンディ世界選手権ではメデオがメインの競技場に選ばれ、大会のためにアルマトイ・セントラル・スタジアムに建設された代替のフィールドが第2競技場とされた。

## 観光
市外の中心部にはオフィス、銀行、ホテル、ショッピングモール、カフェ、映画館といった新しい建築物が建つ。アルマトイには歴史的な建造物の遺跡は存在しないが、ヨーロッパ風の街角が多く残る。また、ソビエト連邦時代の伝統を引き継いで、オペラ、バレエ、コンサートなどの文化的な催し物が劇場で上演されている。
ハイアットリージェンシー系列のラハット・パラス、インターコンチネンタルなどのホテルが営業している。

### 主な観光地

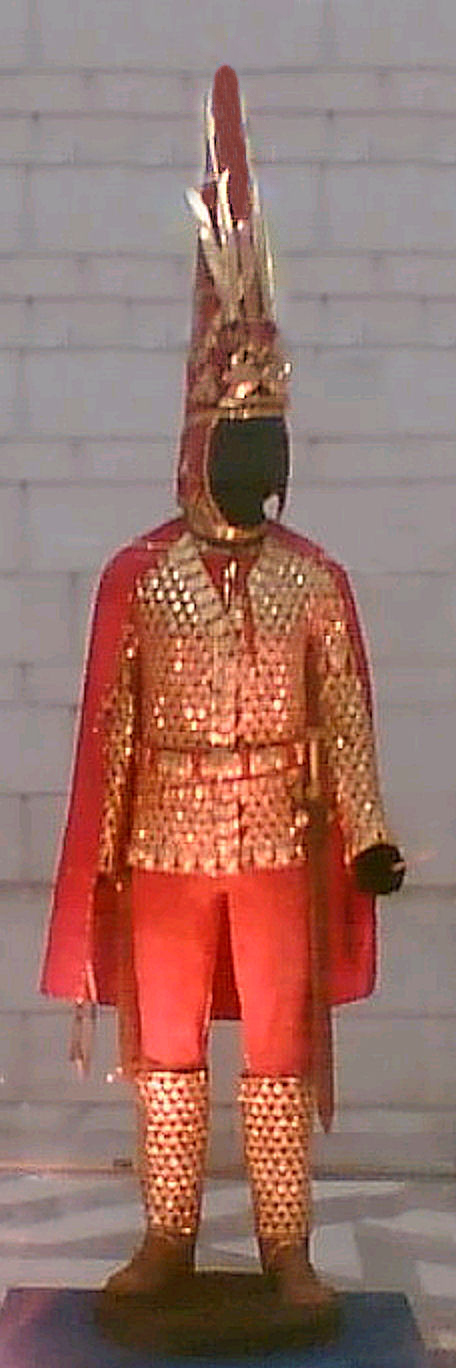
国家中央博物館で展示されている「黄金人間」のレプリカ。

- 28人のパンフィロフ戦士公園 - 第二次世界大戦の対ドイツ戦でモスクワ防衛に参加して戦死したパンフィロフ将軍と彼が率いた兵士を記念して造られた公園。アルマトイでの結婚式の当日、花嫁と花婿は公園の戦勝記念碑に花を捧げ、記念撮影を行うことが多い[69]。中央には1904年に完成したゼンコフ正教教会がそびえる。
- 国家中央博物館 - 約90,000点の展示物を所蔵する[60]。イッシク古墳から出土した「黄金人間」のレプリカ、石人などが展示されている。
- 国立カステエフ記念美術館 - 主に現代のカザフ人芸術家の作品を展示している。
- カザフ民族楽器博物館
- アルマトイ動物園
- 中央バザール

## 交通
アルマトイ郊外では、新車を購入する経済的な余裕が無い人間のための中古車を扱うバザールが開かれている。
自動車の排気ガスによる大気汚染は、アルマトイを悩ませている。また、渋滞も頻発しており、駐車場が少ないために路上駐車が横行していること、低速度で走行中に故障が起きやすい旧型車が大排気量の新車と並走していることなどが発生の原因として挙げられる。2005年には交通事故の増加を防ぐために市当局が右ハンドル車の新規登録を停止することを発表したが、右ハンドル車の所有者やディーラーの反対にあって発表を撤回した。

### 交通機関

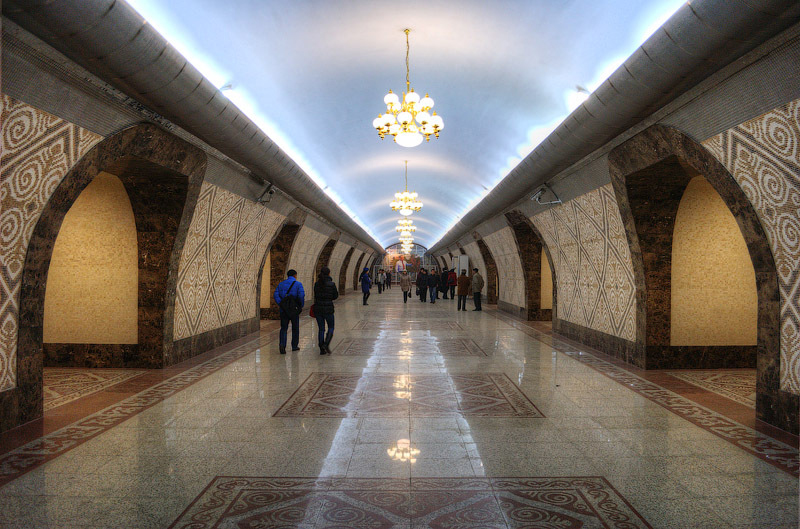
アルマトイ地下鉄のアルマリィ駅

- アルマトイ国際空港 - 市内北東の15kmに位置するカザフスタン最大の空港。アルマトイは中央アジア各地とロシア・ヨーロッパを結ぶ航空上の拠点として重要視されている[50]。
- アルマトイ1駅 - 町の北にある駅。
- アルマトイ2駅 - 市の中心部にある駅。多くの列車の発着地となっている[73]。モスクワ行きは隔日、中国ウルムチ行きは週2便のジベックジョリ号が発着する。
- アルマトイ地下鉄 - 2011年に開通した中央アジアでは2番目の地下鉄。
- サイランバスターミナル - 市の西にある長距離バスターミナル。現地ではノーヴィー・アフトヴァグザールの名前で呼ばれている[73]。ビシュケク、タラズ、ウルムチ、グルジャ行きのバスが運行されている。
- マルシュルート・タクシー - 定員10人前後の小型バス。車体は主にロシア車と中国車が使用されている[74]。

またソビエト連邦時代に運行を開始したアルマトイ市電が存在したが、他の交通機関との競合によって次第に規模を縮小していき、2015年を最後に無期限運休となった（ただしレール等の設備は2016年より撤去され始めているため、事実上の廃線である）。

## 有名人
- Polina Ledkova - 料理本ライター、食品ブロガー。
- ナタリア・ナザロワ - 女優。
- Dimash Adilet - 経営者、ブロガー、テレビ番組の参加者。
- ウラジミール・ジリノフスキー - 政治家。
- イリーナ・リント - 女優。
- 金峰山 晴樹 - 大相撲力士。
- バウルジャン・ムルザバエフ - 騎手。

Radionova Svetlana-Rosprirodnadzorの頭

## 姉妹都市
- アレクサンドリア（エジプト）
- イスタンブール（トルコ）
- ヴァルナ（ブルガリア）
- ヴィリニュス（リトアニア）
- ウルムチ（中国）
- カザン（ロシア）
- サンクトペテルブルク（ロシア）
- ツーソン（アメリカ合衆国）
- 大邱（韓国）
- テルアビブ（イスラエル）
- ビシュケク（キルギス）
- ブダペスト（ハンガリー）
- ミンスク（ベラルーシ）
- モスクワ（ロシア）
- リガ（ラトビア）
- レンヌ（フランス）